# Reyesia cactorum
Reyesia cactorum är en potatisväxtart som först beskrevs av Charles Johnson, och fick sitt nu gällande namn av W.G. D'arcy. Reyesia cactorum ingår i släktet Reyesia och familjen potatisväxter. Inga underarter finns listade i Catalogue of Life.